# Linda Sharp
Linda Kay Sharp (Okmulgee, 14 marzo 1950) è un'allenatrice di pallacanestro statunitense, professionista nella WNBA.

## Carriera
Ha guidato per una stagione le Los Angeles Sparks e per una le Phoenix Mercury.